# لایونل همپتون
 لایونل همپتون (انگلیسی: Lionel Hampton؛ ۲۰ آوریل ۱۹۰۸لوئیزویل, کنتاکی, ایالات متحده آمریکا – ۳۱ اوت ۲۰۰۲نیویورک, ایالت نیویورک, united states) یک موسیقی‌دان اهل ایالات متحده آمریکا بود. وی بین سال‌های ۱۹۲۷ تا ۲۰۰۲ میلادی فعالیت می‌کرد.